# 83 Dywizjon Dowodzenia
83 dywizjon dowodzenia Obrony Powietrznej (83 ddow OP) – oddział Wojsk Obrony Przeciwlotniczej Sił Powietrznych RP stacjonujący w m. Warszawa, sformowany w roku 1962, w składzie 9. Dywizji Artylerii OPK. Głównym zadaniem jednostki było zabezpieczenie działania stanowiska dowodzenia Dywizji oraz zapewnienie łączności z podległymi jednostkami. 31 grudnia 2011 dywizjon został rozformowany.
Zarządzeniem dowódcy Wojsk OPK nr 034/Org. z 6 czerwca 1988, podczas restrukturyzacji i zmiany nazwy Dywizji, jednostka otrzymała nowy etat i własny numer. Od roku 2001 jest oddziałem gospodarczym; jej zadaniem jest zapewnienie zaopatrzenia i logistyki Dowództwa 3. BROP, i trzech innych dywizjonów rakietowych, stacjonujących w Olszewnicy – 60 dr OP, Borzęcinie – 62 dr OP i Książnicach – 7 dr OP oraz zabezpieczenie rozwinięcia stanowiska dowodzenia brygady.
Decyzją MON nr Z-5/Org./P1 z dnia 28 stycznia 2011 roku oraz wykonawczym rozkazem Dowódcy Sił Powietrznych nr PF-95 z dnia 31 marca 2011 roku jednostkę rozformowano 31 grudnia 2011 roku. Jej siły i środki posłużyły za formowanie nowego 38. dywizjonu zabezpieczenia OP.

## Struktura
- dowództwo
- sztab
- logistyka
- pion głównego księgowego
- sekcja zamówień publicznych
- ambulatorium z Izbą Chorych
- bateria dowodzenia
- bateria przeciwlotnicza

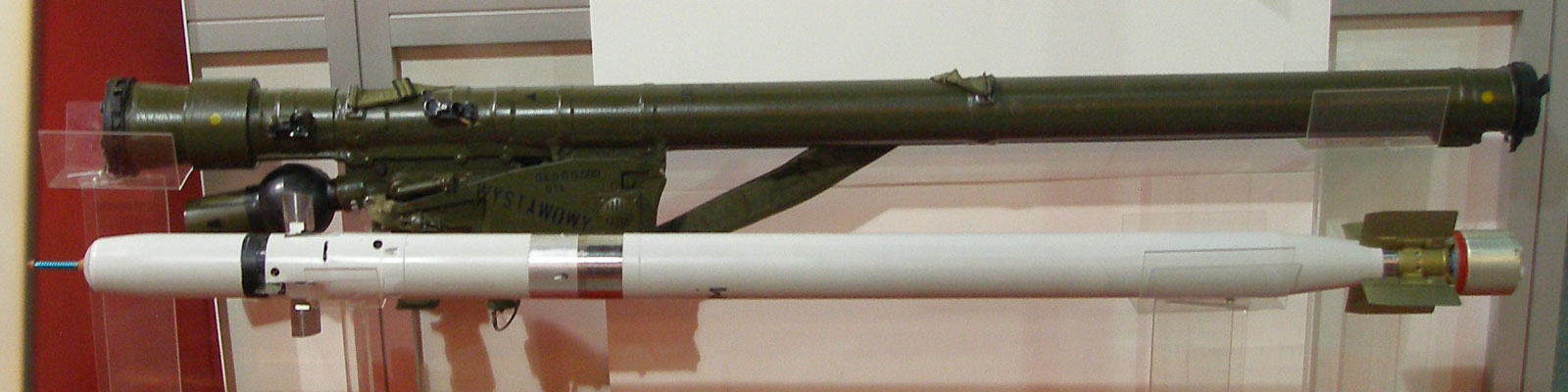
przeciwlotniczy zestaw rakietowy PPZR Grom

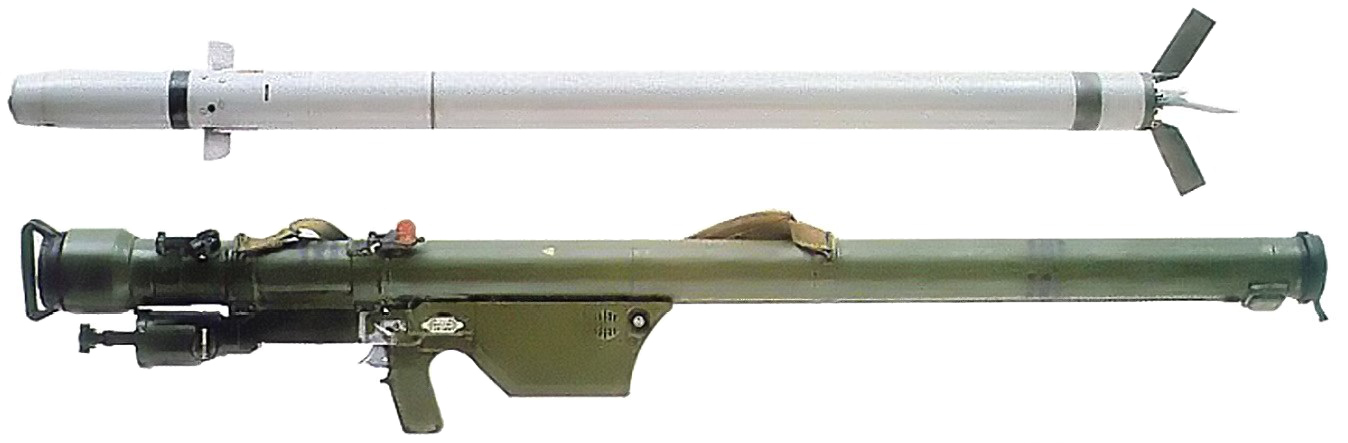
przeciwlotniczy zestaw rakietowy Strzała-2

  - pluton przeciwlotniczy (przenośne przeciwlotnicze zestawy rakietowe Strzała-2M oraz zestawy PPZR Grom)
- kompania zabezpieczenia
- kompania remontowa
- Wojskowa Straż Pożarna

## Dowódcy
- 1962–1975 – ppłk Zbigniew Maguza
- 1975–1978 – ppłk Jerzy Merecz
- 1978–1981 – ppłk Stanisław Czyż
- 1981–1982 – kpt. Witold Skrzypczak
- 1982–1989 – ppłk Ireneusz Olbromski
- 1989–1996 – ppłk Jan Wolski
- 1996–2000 – ppłk Kazimierz Kraska
- 2000–2001 – ppłk Roman Reks
- 2001–2005 – ppłk Krzysztof Koper
- 2005–2011 – ppłk Mirosław Wiktorowski

## Podporządkowanie
- 9 Dywizja Artylerii OPK (1962–1967)
- 3 Łużycka Dywizja Artylerii OPK (1967–1988)
- 3 Łużycka Brygada OPK (1988–1991)
- 3 Warszawska Brygada Rakietowa Obrony Powietrznej (1991-2011)